# First Blood
First Blood (Acorralado en España) es una película estadounidense - canadiense de 1982 dirigida por Ted Kotcheff y protagonizada por Sylvester Stallone, Brian Dennehy y Richard Crenna. Es la primera parte de la saga de Rambo. Está basada en la novela Primera sangre (1972), de David Morrell.
La producción de la película contó con un modesto presupuesto de 14 millones de dólares. Poco después de su estreno se convirtió en un gran éxito, generando unos 47 millones de dólares en Estados Unidos y 78 millones en el resto del mundo. La película consolidó la carrera de Sylvester Stallone y deparó cuatro secuelas, de las cuales la última, Rambo: Last Blood, se estrenó en septiembre de 2019.

## Argumento
John Rambo (Sylvester Stallone), un veterano de la guerra de Vietnam y miembro de las Fuerzas Especiales a quien se le condecoró con la Medalla de Honor del Congreso, tiene problemas para adaptarse a la vida de civil y vagabundea por Estados Unidos.
Rambo descubre que uno de los miembros de su antigua unidad, al que va a visitar, ha muerto de cáncer, causado por las exposiciones al agente naranja, lo cual lo deja muy dolido, aun en el fondo sabiendo que él es el último hombre vivo de su unidad. Al continuar el viaje llega a un pequeño pueblo en el estado de Washington, Hope (nombre ficticio, ya que la verdadera Hope, donde se rodó la película, se encuentra en la Columbia Británica, Canadá). 
Nada más llegar tiene problemas con el sheriff local, Will Teasle (Brian Dennehy), quien, llevado por prejuicios hacia gente pobre como él, le conmina a irse. Rambo se niega y el sheriff lo detiene por vagabundear y por resistencia a la autoridad. Revisándolo, descubre sorprendido que lleva un cuchillo de combate militar y le pregunta para qué lo necesita, a lo que Rambo responde que es para cazar. Teasle no quiere creerle y lo lleva a la comisaría.
Una vez allí, es registrado y golpeado por varios agentes. Durante los golpes y la ducha forzada, Rambo experimenta recuerdos muy vívidos de su estancia como prisionero de guerra. Cuando los policías tratan de afeitarlo en seco, Rambo estalla al recordar un pasaje de su tortura, en la que recibió una herida física con un cuchillo; golpea a los oficiales, roba una motocicleta y se dirige a las montañas para esconderse.
Un pequeño grupo de policías sale en su busca para capturarle, pero son todos neutralizados por Rambo (sin causar ningún muerto, con excepción de uno de los policías que ha tratado de asesinarlo en venganza por la humillación), al ser especialista en técnicas de guerrilla. Entonces, el sheriff Teasle, humillado por la derrota, decide llamar a la Guardia Nacional. 
El antiguo oficial al mando de Rambo, el coronel Samuel Trautman (Richard Crenna), advierte a las autoridades del riesgo de intentar capturar a Rambo, ya que, dada su experiencia en combate, puede matarlos a todos y aconseja calmar los ánimos, pero Teasle le ignora, porque en realidad persigue la muerte de Rambo llevado por sus prejuicios y en venganza por la derrota y la muerte del policía.
La Guardia Nacional encuentra el escondite de Rambo, la entrada de una mina, e intentan detenerlo. Debido a que comienzan a dispararle, Rambo intenta repelerlos también a disparos y la Guardia decide atacarlo con un lanzacohetes M72 LAW. Rambo, sabiendo que sus perseguidores le creen muerto, se escabulle por los túneles y encuentra otra salida cerca de la carretera principal del pueblo. Roba un camión de la Guardia Nacional y una ametralladora M60 para volver al pueblo decidido a vengarse por lo ocurrido, donde destruye una gasolinera, transformadores eléctricos interrumpiendo la iluminación  y una tienda local de armas con el fin de distraer la atención de las fuerzas del orden.
Rambo localiza a Teasle, su objetivo, sobre la azotea de la comisaría. Surge un enfrentamiento entre ellos, que Teasle pierde. Cuando Rambo se dispone a acabar con la vida de Teasle, incitado por él, el coronel Trautman aparece para decirle a Rambo que se detenga y termine la "miniguerra" que había iniciado en ese pueblo. Rambo habla con el coronel entre lamentos y sollozos, liberando su ira y penas ocultas por la forma en que, al volver de la guerra, la sociedad lo ha maltratado y el ejército lo ha olvidado. Trautman comprende las palabras de Rambo y su pedido interno de ayuda, y lleno de dolor y tristeza decide abrazarlo. 
Rambo accede a rendirse y sale de la comisaría junto a Trautman, mientras que Teasle es llevado al hospital con una mirada despreciativa de Rambo y de Trautman.

## Reparto y doblaje
| Actor              | Personaje               | Doblaje España      | Doblaje México       |
| ------------------ | ----------------------- | ------------------- | -------------------- |
| Sylvester Stallone | John Rambo              | Ricardo Solans      | Pedro D'Aguillón Jr. |
| Richard Crenna     | Coronel Samuel Trautman | Luis Fenton         | Víctor Guajardo      |
| Brian Dennehy      | Sheriff Will Teasle     | Fernando Ulloa      | Rubén Moya           |
| Jack Starrett      | Sargento Arthur Gault   | Camilo García       | Emilio Guerrero      |
| Alf Humphreys      | Ayudante Lester         | Antonio Inchausti   | Jorge Santos         |
| Bill McKinney      | Capitán Dave Kern       | Mariano Fraile      | Carlos Magaña        |
| David Caruso       | Ayudante Mitch          | Alberto Mieza       | Martín Soto          |
| Patrick Stack      | Teniente Clinton Morgan | Antonio Villar      | Emilio Guerrero      |
| John McLiam        | Orval                   | Alejandro Albaiceta | Moisés Palacios      |
| Danny Vozna        | Chico                   | Juan Antonio Bernal | ¿?                   |

## Producción
Es la primera película donde aparece el personaje del atormentado veterano de la guerra de Vietnam John Rambo. Se estrenó en España con el título Acorralado y en América Latina como Rambo: Primera Sangre, si bien se suele conocer como Rambo o Rambo I, para diferenciarla de sus posteriores secuelas. Se rodó íntegramente en la ciudad de Hope, en la Columbia Británica (Canadá), y contó con un modesto presupuesto de 14 millones de dólares.

### La adaptación
Varios guiones adaptados del libro de Morrell habían sido presentados a diversos estudios de cine años antes. Solo cuando Sylvester Stallone, convertido en una gran estrella por el éxito de su película Rocky, se interesó, el proyecto vio la luz.
El éxito de Rocky dio a Stallone la capacidad de hacer cambios en el guion para hacer el personaje de Rambo más noble, comprensivo y menos oscuro. Mientras que en la novela original Rambo mata a todos los policías que le persiguen -excepto a Teasle-, en la película no mata, directamente, a ningún policía o miembro de la Guardia Nacional.
Mucho antes de que Stallone fuera contratado para interpretar a Rambo, otros actores fueron considerados para el papel, como Clint Eastwood, Al Pacino, Robert De Niro, Paul Newman, Nick Nolte, John Travolta, Dustin Hoffman, James Garner, Kris Kristofferson y Michael Douglas. Terence Hill recientemente declaró que rechazó el papel por ser muy violento. Dustin Hoffman y John Travolta rechazaron el papel por la misma razón. Cuando Al Pacino fue considerado para el papel de John Rambo, lo rechazó después de que su solicitud de que Rambo fuera un lunático fue descartada por los productores.
Para el papel del sheriff Teasle, los productores se aproximaron a los ganadores del Oscar Gene Hackman y Robert Duvall, pero ambos rechazaron el papel. Lee Marvin, otro ganador del Oscar, rechazó el papel del coronel Trautman.
Por otra parte, antes de que Stallone asumiera el papel, Steve McQueen estuvo interesado en él. Kirk Douglas iba a interpretar al coronel Trautman, pero abandonó por problemas de guion. Douglas quería que la película acabara como el libro, con la muerte de Rambo. Richard Crenna fue llamado para sustituirle, en el que sería el papel más famoso del, en aquel entonces, veterano actor. Llegó a rodarse una escena de suicidio, pero finalmente Stallone y Ted Kotcheff decidieron que Rambo se rindiera tras hablar con Trautman. Vieron claramente que Rambo podría tener nuevos capítulos como los tenía Rocky; el héroe no debía morir.

## Críticas
El crítico de cine Chuck O´Leary (de fulvuedrive-in.com) alabó First blood y la describió como «Una desgarradora película de supervivencia con un emotivo y muy conmovedor final». O’Leary también elogió al compositor Jerry Goldsmith por "su excelente banda sonora". Almar Haflidason (BBC) señaló que «el entrenamiento de Stallone en técnicas de supervivencia y de combate cuerpo a cuerpo ayudan a crear en la película un realismo tan crudo y auténtico que excita al público». 
Brian Webster, de Apolo Films, declaró que First blood era una producción vergonzosamente descuidada y con un guion flojo. Jeremiah Kipp (filmcritic.com) tenía una opinión más positiva de la película, a la que dio dos estrellas (de un máximo de cuatro). Criticó el diálogo «como de cómic» y «la evasión tipo "macho" y algo estúpida» pero también reconoció que refleja una nueva comprensión hacia los veteranos traumatizados del conflicto de Vietnam". También elogió la interpretación de Stallone en el monólogo final que definió como "dulce y conmovedor". En 2008, First Blood fue ubicada en la posición n.º 253 en la lista de las mejores 500 películas de todos los tiempos publicada por la revista Empire.
La película suele interpretarse como una relectura de la guerra de Vietnam que realiza la sociedad norteamericana en la era Reagan. Si en los años 70 el conflicto fue resistido por la sociedad civil debido a su altos niveles de violencia y falta de sentido, los 80 tratan de zanjar el trauma de la derrota militar y devolverles a los soldados la categoría de héroes de guerra.

## Legado

### La saga Rambo
El estatus de icono de John Rambo se alcanzó con su primera secuela, Rambo: First Blood Part II, estrenada en 1985. Considerada más como una película de acción que como un drama, Rambo II fue mal recibida por la mayoría de la crítica. Pero esto no impidió que se convirtiera en la segunda película más taquillera de 1985, tras Back to the Future, de Robert Zemeckis. Se creó una pequeña controversia cuando Ronald Reagan, en aquellos momentos presidente de Estados Unidos, confesó que admiraba a Rambo. Un tercer Rambo, Rambo III, se estrenó en 1988, con el personaje de Stallone combatiendo contra las fuerzas soviéticas en Afganistán. 
En 2008 se estrenó la cuarta parte de la saga, llamada simplemente John Rambo ("Rambo: regreso al infierno" en Latinoamérica), situando a John Rambo viviendo en Tailandia, cerca de la frontera con Birmania.
En 2019 se estrenó la quinta y última película de Rambo titulada "Rambo: Last Blood" donde nos muestra al icónico personaje tratando de llevar una vida tranquila en Arizona, pero el secuestro de su sobrina tras cruzar la frontera de México a manos de un salvaje cartel de ese país, lo harán regresar de nuevo a la acción.
Hasta el momento se tiene planeada una precuela de Rambo, pero aún no hay nada concreto.

### DVD
El autor de la novela original, David Morrell, grabó un comentario en audio para la Edición Especial de First Blood en DVD, estrenada en 2002. Sylvester Stallone grabó un comentario en audio para la "Edición Ultimate" de First Blood, estrenada en 2004. Esta edición incluye un final alternativo inédito.